# Mark Boal
Mark Boal (Nova Iorque, 1973) é um jornalista e roteirista norte-americano.
Trabalhou como jornalista freelancer para revistas como The Village Voice, Rolling Stone e Playboy.
Em 2007 o diretor Paul Haggis realizou o filme In the Valley of Elah inspirado em um artigo de Boal, "Death and Dishonor".
A vivência da cobertura da Guerra do Iraque, o levaram a escrever o roteiro de The Hurt Locker, baseado no artigo que escreveu em 2005 chamado "The Man in the Bomb Suit". Concretizado o filme em 2009, onde foi co-produtor e roteirista, recebeu diversos prêmios, como Oscar de melhor filme e ele próprio premiado com o Oscar de melhor roteiro original.

## Filmografia
- 2007 – In the Valley of Elah
- 2009 – The Hurt Locker
- 2012 – Zero Dark Thirty